# Médaille d'honneur des sociétés musicales et chorales
La médaille d’honneur des sociétés musicales et chorales est une décoration civile française.

## Description
La décoration est créée par la loi du 24 juillet 1924 et visait à récompenser les musiciens et chanteurs ayant appartenu pendant 30 ans à une société musicale. Une nouvelle loi, du 27 juin 1939, ramène la durée à 20 ans.
Son objet est d'honorer ceux et celles qui consacrent une partie de leurs loisirs à l'activité artistique des groupes musicaux ou chorales. Elle est attribuée aux personnes ayant rendu des services exceptionnels à ces sociétés, en favorisant par exemple, la renaissance du patrimoine folklorique ou la recherche d'une expression musicale populaire. Plus généralement, elle récompense les membres des sociétés musicales et chorales, instrumentistes ou chanteurs, qui justifient d'une participation effective à une ou plusieurs de ces sociétés.
Elle est décernée par le ministère de la Culture, sur proposition des préfets (qui centralisent les propositions de décoration).
La médaille possède un diamètre de 32 mm et présente une gravure de Jean Vatinelle, représentant :
- sur l'avers : Terpandre assis, jouant de la lyre.
- sur le revers : l'inscription  « SOCIETES  MUSICALES  ET  CHORALES » en rond, autour d'une couronne formée de feuillage et de divers instruments.

La bélière uniface fixe est formée de feuilles de chêne.